# John Amos
John Amos, właśc. John Allen Amos Jr. (ur. 27 grudnia 1939 w Newark, zm. 21 sierpnia 2024 w Inglewood) – amerykański aktor charakterystyczny.
Odtwórca roli dorosłego Kunty „Tobiego” Kinte w miniserialu CBS Korzenie (1977), za którą był nominowany do narody Emmy.

## Życiorys
Urodził się w Newark w New Jersey jako syn Annabelle i Johna A. Amosa seniora, mechanika samochodowego. John Jr. dorastał w East Orange w New Jersey i w 1958 ukończył East Orange High School. Rozpoczął naukę w Long Beach City College i ukończył Colorado State University z dyplomem z socjologii. Grał w uniwersyteckiej drużynie piłkarskiej. Po studiach był mistrzem boksu Złotych Rękawic. Pracował jako pracownik socjalny w Nowym Jorku i copywriter.
Występował jako stand-uper w Vancouver i Greenwich Village. Po raz pierwszy trafił na ekran jako sprzedawca w sitcomie NBC Bill Cosby Show (1970), a następnie został obsadzony w roli inżyniera radiowego w kultowej czarnej komedii drogi Richarda Sarafiana Znikający punkt (Vanishing Point, 1971) u boku Cleavona Little. W 1971 wystąpił wraz z Ansonem Williamsem w reklamie McDonald’s, a także pojawił się na scenie Ebony Showcase Theatre w Los Angeles w roli Bena Chambersa w sztuce Normanie, czy to ty?. W 1972 zadebiutował na Broadwayu w roli Luthera Jacksona w komedii Trudno uzyskać pomoc. W 1989 wystąpił jako sir Toby Belch w produkcji off-broadwayowskiej Wieczór Trzech Króli.
Do jego ciekawych kreacji należą: Seth w filmie fantastyczno–przygodowym Władca zwierząt (1982), Cleo McDowell w komedii romantycznej Johna Landisa Książę w Nowym Jorku (1988) z Eddiem Murphym, kapitan Meissner w dramacie sensacyjnym Osadzony (1989) i major Grant w filmie sensacyjnym Renny’ego Harlina Szklana pułapka 2 (1990).
21 sierpnia 2024 zmarł z powodu niewydolności serca w szpitalu w Inglewood w Kalifornii w wieku 84 lat.

## Filmy
- Zróbmy to jeszcze raz (1975) jako Mack
- Dotyk miłości (1980) jako Tony
- Władca zwierząt (1982) jako Seth
- Kolarze (1985) jako dr Conrad
- Książę w Nowym Jorku (1988) jako Cleo McDowell
- Osadzony (1989) jako Meissner
- Oczy Szatana (1990) jako inspektor Le Grande (w noweli Czarny kot)
- Szklana pułapka 2 (1990) jako mjr. Grant
- Rykoszet (1991) jako Reverend Styles
- Stracone nadzieje (2000) jako pan Swift
- Odliczanie (2004) jako admirał Melory
- Ojciec mojego dziecka (2004) jako wujek Virgil
- Księżyc Voodoo (2005)
- Dr Dolittle 3 (2006) jako Jud

## Seriale telewizyjne
- Mary Tyler Moore Show (1970–1977) jako Gordon Howard
- Korzenie (1977) jako Kunta Kinte (Toby)
- Statek miłości (1977–1986) – gościnnie
- Drużyna A (1983–1987) jako pastor Johnson (gościnnie)
- Bajer z Bel-Air (1990–1996) jako Fred Wilkes (gościnnie)
- Dotyk anioła (1994–2003) jako James Mackey (gościnnie)
- Po tamtej stronie (1995–2002) jako Peter Yastrzemski (gościnnie)
- Prezydencki poker (1999–2006) jako admirał Percy Fitzwallace
- Bez pardonu (2000–2004) jako prezydent (gościnnie)
- Uwaga, faceci! (2006–2008) jako Buzz Washington